# Pallamano ai Giochi della XXVII Olimpiade - Torneo femminile
Il torneo femminile di pallamano ai Giochi della XXVII Olimpiade si è svolto dal 17 settembre al 1º ottobre 2000 ed è stato ospitato dal The Dome e dal Pavilion 2 presso il parco olimpico di Sydney.
La medaglia d'oro è stata vinta per la seconda volta consecutiva dalla Danimarca, che ha superato in finale per 31-27 l'Ungheria, alla quale è andata la medaglia d'argento. La medaglia di bronzo è stata vinta dalla Norvegia, che nella finale per il terzo posto ha sconfitto la Corea del Sud per 22-21.
Il numero di squadre partecipanti era stato aumentato da otto a dieci, così come la formula del torneo: i due gironi preliminari definivano gli accoppiamenti per i quarti di finale. Norvegia e Corea del Sud, vincitrici dei due gironi, avevano agevolmente superato i quarti di finale, mentre Danimarca e Ungheria avevano superato le rispettive contendenti dopo i tempi supplementari. Nelle semifinali danesi e ungheresi ebbero la meglio, con le danesi che dovettero subire il ritorno delle sudcoreane nella seconda metà di gioco. La finale vide l'Ungheria partire meglio e condurre il gioco alla fine del primo tempo per 16-14, per poi arrivare al 23-17 a un quarto d'ora dalla fine, grazie anche alle nove reti realizzate da Bojana Radulovics; le danesi segnarono sei reti di fila, portando il punteggio in parità, per poi passare davanti grazie alle reti di Camilla Andersen e di Anette Hoffmann, vincendo la partita e la medaglia d'oro per 31-27.

## Medagliate
| Oro | Argento | Bronzo |
| Danimarca Lene Rantala Camilla Andersen Tina Bøttzau Janne Kolling Tonje Kjærgaard Karen Brødsgaard Katrine Fruelund Maja Grønbæk Christina Hansen Anette Hoffmann Lotte Kiærskou Karin Mortensen Anja Nielsen Rikke Petersen Mette Vestergaard | Ungheria Beatrix Balogh Rita Deli Ágnes Farkas Andrea Farkas Anikó Kántor Beatrix Kökény Anita Kulcsár Dóra Lőwy Anikó Nagy Ildikó Pádár Katalin Pálinger Krisztina Pigniczki Bojana Radulovics Judith Simics Beáta Siti | Norvegia Kristine Duvholt Trine Haltvik Heidi Tjugum Susann Goksør Bjerkrheim Ann Cathrin Eriksen Kjersti Grini Elisabeth Hilmo Mia Hundvin Tonje Larsen Cecilie Leganger Jeanette Nilsen Marianne Rokne Birgitte Sættem Monica Sandve Else-Marthe Sørlie |

## Formato
Le dieci squadre partecipanti sono state divise in due gironi da cinque e ciascuna squadra affronta tutte le altre, per un totale di quattro giornate. Le prime quattro classificate accedevano ai quarti di finale, mentre le quinte classificate accedevano alla finale per il piazzamento. Le sconfitte dai quarti di finale partecipavano a dei play-off per la definizione dei piazzamenti.

## Squadre partecipanti
|                                   | Data                           | Sede                | Posti | Qualificate                               |
| --------------------------------- | ------------------------------ | ------------------- | ----- | ----------------------------------------- |
| Paese organizzatore               |                                |                     | 1     | Australia                                 |
| Campionato europeo 1998           | 11-20 dicembre 1998            | Paesi Bassi         | 1     | Danimarca                                 |
| Giochi panamericani 1999          | 31 luglio - 8 agosto 1999      | Canada              | 1     | Brasile                                   |
| Torneo africano di qualificazione | 15-18 ottobre 1999             | Benin               | 1     | Angola                                    |
| Campionato mondiale 1999          | 29 novembre - 12 dicembre 1999 | Danimarca- Norvegia | 5     | Norvegia Francia Austria Romania Ungheria |
| Campionato asiatico 2000          | 10-17 agosto 2000              | Giappone            | 1     | Corea del Sud                             |
| Totale                            |                                |                     | 10    |                                           |

## Fase a gironi

### Girone A

#### Classifica
| Pos. | Squadra       | Pt | G | V | N | P | GF  | GS  | DR  |
| ---- | ------------- | -- | - | - | - | - | --- | --- | --- |
| 1.   | Corea del Sud | 8  | 4 | 4 | 0 | 0 | 131 | 100 | +31 |
| 2.   | Ungheria      | 5  | 4 | 2 | 1 | 1 | 119 | 106 | +13 |
| 3.   | Francia       | 4  | 4 | 2 | 0 | 2 | 90  | 93  | -3  |
| 4.   | Romania       | 3  | 4 | 1 | 1 | 2 | 99  | 101 | -2  |
| 5.   | Angola        | 0  | 4 | 0 | 0 | 4 | 98  | 137 | -39 |

#### Risultati
| Sydney 17 settembre 2000, ore 14:30 | Ungheria | 42 – 22 (18-13) | Angola | Pavilion 2 |

| Sydney 17 settembre 2000, ore 21:30 | Corea del Sud | 25 – 18 (15-3) | Francia | Pavilion 2 |

| Sydney 19 settembre 2000, ore 16:30 | Francia | 22 – 23 (14-12) | Ungheria | Pavilion 2 |

| Sydney 19 settembre 2000, ore 19:30 | Romania | 25 – 34 (9-16) | Corea del Sud | Pavilion 2 |

| Sydney 21 settembre 2000, ore 16:30 | Angola | 25 – 34 (11-16) | Romania | Pavilion 2 |

| Sydney 21 settembre 2000, ore 21:30 | Ungheria | 33 – 41 (19-16) | Corea del Sud | Pavilion 2 |

| Sydney 23 settembre 2000, ore 14:30 | Angola | 27 – 29 (11-16) | Francia | Pavilion 2 |

| Sydney 23 settembre 2000, ore 21:30 | Romania | 21 – 21 (12-10) | Ungheria | Pavilion 2 |

| Sydney 25 settembre 2000, ore 16:30 | Corea del Sud | 31 – 24 (14-16) | Angola | Pavilion 2 |

| Sydney 25 settembre 2000, ore 21:30 | Francia | 21 – 18 (11-10) | Romania | Pavilion 2 |

### Girone B

#### Classifica
| Pos. | Squadra   | Pt | G | V | N | P | GF  | GS  | DR  |
| ---- | --------- | -- | - | - | - | - | --- | --- | --- |
| 1.   | Norvegia  | 8  | 4 | 4 | 0 | 0 | 101 | 72  | +29 |
| 2.   | Danimarca | 6  | 4 | 3 | 0 | 1 | 124 | 83  | +41 |
| 3.   | Austria   | 4  | 4 | 2 | 0 | 2 | 131 | 90  | +41 |
| 4.   | Brasile   | 2  | 4 | 1 | 0 | 3 | 100 | 133 | -33 |
| 5.   | Australia | 0  | 4 | 0 | 0 | 4 | 59  | 137 | -78 |

#### Risultati
| Sydney 17 settembre 2000, ore 16:30 | Danimarca | 17 – 19 (7-10) | Norvegia | Pavilion 2 |

| Sydney 17 settembre 2000, ore 19:30 | Australia | 19 – 32 (7-15) | Brasile | Pavilion 2 |

| Sydney 19 settembre 2000, ore 14:30 | Norvegia | 28 – 18 (12-11) | Australia | Pavilion 2 |

| Sydney 19 settembre 2000, ore 21:30 | Austria | 26 – 30 (13-16) | Danimarca | Pavilion 2 |

| Sydney 21 settembre 2000, ore 14:30 | Brasile | 26 – 45 (14-21) | Austria | Pavilion 2 |

| Sydney 21 settembre 2000, ore 19:30 | Australia | 12 – 38 (6-18) | Danimarca | Pavilion 2 |

| Sydney 23 settembre 2000, ore 16:30 | Brasile | 16 – 30 (7-18) | Norvegia | Pavilion 2 |

| Sydney 23 settembre 2000, ore 19:30 | Austria | 39 – 10 (17-6) | Australia | Pavilion 2 |

| Sydney 25 settembre 2000, ore 14:30 | Danimarca | 39 – 26 (19-12) | Brasile | Pavilion 2 |

| Sydney 25 settembre 2000, ore 19:30 | Norvegia | 24 – 21 (12-7) | Austria | Pavilion 2 |

## Fase finale

### Tabellone
|  | Quarti di finale          | Quarti di finale          |                           |          | Semifinali         | Semifinali         |  |  | Finale                  | Finale |
|  |                           |                           |                           |          |                    |                    |  |  |                         |        |
|  | Sydney, 28 settembre 2000 |                           |                           |          |                    |                    |  |  |                         |        |
|  |                           |                           |                           |          |                    |                    |  |  |                         |        |
|  | Corea del Sud             | 35                        |                           |          |                    |                    |  |  |                         |        |
|  | Corea del Sud             | 35                        | Sydney, 29 settembre 2000 |          |                    |                    |  |  |                         |        |
|  | Brasile                   | 24                        |                           |          |                    |                    |  |  |                         |        |
|  | Brasile                   | 24                        | Corea del Sud             | 29       |                    |                    |  |  |                         |        |
|  | Sydney, 28 settembre 2000 |                           | Corea del Sud             | 29       |                    |                    |  |  |                         |        |
|  |                           | Danimarca                 | 31                        |          |                    |                    |  |  |                         |        |
|  | Francia                   | Danimarca                 | 31                        | 26       |                    |                    |  |  |                         |        |
|  | Francia                   |                           | Sydney, 1º ottobre 2000   | 26       |                    |                    |  |  |                         |        |
|  | Danimarca                 | 28                        |                           |          |                    |                    |  |  |                         |        |
|  | Danimarca                 | 28                        | Danimarca                 | 31       |                    |                    |  |  |                         |        |
|  | Sydney, 28 settembre 2000 |                           | Danimarca                 | 31       |                    |                    |  |  |                         |        |
|  |                           | Ungheria                  | 27                        |          |                    |                    |  |  |                         |        |
|  | Austria                   | Ungheria                  | 27                        | 27       |                    |                    |  |  |                         |        |
|  | Austria                   | Sydney, 29 settembre 2000 |                           | 27       |                    |                    |  |  |                         |        |
|  | Ungheria                  | 28                        |                           |          |                    |                    |  |  |                         |        |
|  | Ungheria                  | 28                        | Ungheria                  | 28       | Finale terzo posto | Finale terzo posto |  |  |                         |        |
|  | Sydney, 28 settembre 2000 |                           | Ungheria                  | 28       | Finale terzo posto | Finale terzo posto |  |  |                         |        |
|  |                           | Norvegia                  | 23                        |          |                    |                    |  |  |                         |        |
|  | Norvegia                  | Norvegia                  | 23                        | 28       | Corea del Sud      | 21                 |  |  |                         |        |
|  | Norvegia                  |                           |                           | 28       | Corea del Sud      | 21                 |  |  |                         |        |
|  | Romania                   | 16                        |                           | Norvegia | 22                 |                    |  |  |                         |        |
|  | Romania                   | 16                        |                           |          | 22                 |                    |  |  |                         |        |
|  |                           |                           |                           |          |                    |                    |  |  | Sydney, 1º ottobre 2000 |        |
|  |                           |                           |                           |          |                    |                    |  |  |                         |        |

### Quarti di finale
| Sydney 28 settembre 2000, ore 14:30 | Corea del Sud | 35 – 24 (19-12) | Brasile | The Dome |

| Sydney 28 settembre 2000, ore 16:30 | Austria | 27 – 28 (d.t.s.) (12-14; 25-25) | Ungheria | The Dome |

| Sydney 28 settembre 2000, ore 19:30 | Francia | 26 – 28 (d.t.s.) (8-13; 24-24) | Danimarca | The Dome |

| Sydney 28 settembre 2000, ore 21:30 | Norvegia | 28 – 16 (12-8) | Romania | The Dome |

### Play-off 5º-8º posto
| Sydney 30 settembre 2000, ore 9:30 | Brasile | 23 – 32 (9-16) | Francia | The Dome |

| Sydney 30 settembre 2000, ore 11:30 | Austria | 29 – 23 (12-12) | Romania | The Dome |

### Semifinali
| Sydney 29 settembre 2000, ore 19:30 | Corea del Sud | 29 – 31 (11-20) | Danimarca | The Dome |

| Sydney 29 settembre 2000, ore 21:30 | Ungheria | 28 – 23 (16-10) | Norvegia | The Dome |

### Finale 9º posto
| Sydney 28 settembre 2000, ore 12:30 | Angola | 26 – 18 (12-6) | Australia | The Dome |

### Finale 7º posto
| Sydney 1º ottobre 2000, ore 9:30 | Brasile | 33 – 38 (d.t.s.) (15-17; 32-32) | Romania | The Dome |

### Finale 5º posto
| Sydney 1º ottobre 2000, ore 11:30 | Francia | 32 – 33 (d.t.s.) (8-13; 25-25) | Austria | The Dome |

### Finale 3º posto
| Sydney 1º ottobre 2000, ore 14:30 | Corea del Sud | 21 – 22 (13-12) | Norvegia | The Dome |

### Finale
| Sydney 1º ottobre 2000, ore 16:30 | Danimarca | 31 – 27 (14-16) | Ungheria | The Dome |

## Classifica finale
| Pos | Squadre       |
| --- | ------------- |
|     | Danimarca     |
|     | Ungheria      |
|     | Norvegia      |
| 4   | Corea del Sud |
| 5   | Austria       |
| 6   | Francia       |
| 7   | Romania       |
| 8   | Brasile       |
| 9   | Angola        |
| 10  | Australia     |

## Statistiche

### Classifica marcatrici
Fonte: Report ufficiale dei Giochi della XXVII Olimpiade.
| Pos. | Nome                       | Nazionale     | Reti | Tiri |
| ---- | -------------------------- | ------------- | ---- | ---- |
| 1    | Kjersti Grini              | Norvegia      | 61   | 96   |
| 2    | Lee Sang-eun               | Corea del Sud | 59   | 83   |
| 3    | Ausra Fridrikas            | Austria       | 57   | 84   |
| 4    | Bojana Radulovics          | Ungheria      | 55   | 101  |
| 5    | Maria Sales                | Brasile       | 43   | 98   |
| 6    | Camilla Andersen           | Danimarca     | 40   | 81   |
| 7    | Ilda Bengue                | Angola        | 39   | 62   |
| 7    | Tatjana Logvin             | Austria       | 39   | 72   |
| 9    | Veronique Rolland-Pecqueux | Francia       | 38   | 43   |
| 10   | Ágnes Farkas               | Ungheria      | 37   | 77   |

## Premi individuali
Migliori giocatrici del torneo.
| Ruolo            | Giocatrice                 |
| ---------------- | -------------------------- |
| Portiere         | Heidi Tjugum               |
| Ala sinistra     | Anette Hoffmann            |
| Terzino sinistro | Kjersti Grini              |
| Centrale         | Oh Seong-ok                |
| Terzino destro   | Bojana Radulovics          |
| Ala destra       | Janne Kolling              |
| Pivot            | Veronique Rolland-Pecqueux |